# Calycopsis lipi
Calycopsis lipi är en nässeldjursart som beskrevs av van der Spoel och Pieter Bleeker 1988. Calycopsis lipi ingår i släktet Calycopsis och familjen Bythotiaridae. Inga underarter finns listade i Catalogue of Life.